# Vechten voor overmorgen
Vechten voor overmorgen is een jeugdroman geschreven door Evert Hartman. Het boek is uitgebracht in 1980, maar beschrijft de periode 1992-1997. In deze zin is het dus retro-futuristisch. Centraal thema is de toenemende milieuvervuiling en onveiligheid op straat, die de opkomst van extremistische partijen in de hand werken. Uiteindelijk komt de links radicale ASP aan de macht, waarna de individuele vrijheden sterk onder druk komen te staan.
Het verhaal heeft een open einde.

## Het verhaal

### 1992
Maarten van Rhenen is een jongen uit 6vwo die sympathiseert met de ideeën van de ASP (Alternatieve Samenlevings Partij), een nieuwe politieke partij die iets aan de vervuiling wil doen. Hij helpt een dader van een aanslag op een chemische fabriek ontsnappen en komt in contact met diens zus, Joke. Door hun relatie komt hij nog dichter bij de ASP te staan.
Maartens vader, een politie-inspecteur, is het daar niet mee eens, evenals zijn opa. Zij zien de daders als terroristen en de ASP als een onrealistische partij. Opa, die de Tweede Wereldoorlog heeft meegemaakt, vindt de ASP op een gegeven moment "nog dommer dan de NVP" (een fascistische partij). Maartens broer Eddy is te druk aan het puberen om zich echt met de politiek bezig te houden, en Mariska, de jongere zus, is te klein.
De situatie escaleert, en op een gegeven moment plegen onbekende daders een aanslag op ASP-lijsttrekker Paul Roskam. Roskam overleeft de aanslag en wordt zelfs een martelaar waardoor de aanhang nog verder groeit. Kort daarop springen in de ijskoude winter 1992-93 de gasleidingen, waardoor heel Nederland in de kou zit. De NVP, die al wordt verdacht van de aanslag op Roskam, krijgt de schuld van de bomaanslag op de gasleidingen. De onvrede neemt toe en de regering treedt af. Bij de daaropvolgende verkiezingen krijgt de ASP de absolute meerderheid.

### 1997
Na vijf jaar ASP is niet iedereen hier even blij mee. De persoonlijke vrijheid wordt sterk aan banden gelegd. Zo is er een algeheel rookverbod ingevoerd, wordt iedere vervuiling streng bestraft, en wordt de jeugd op scholen geïndoctrineerd. Computers leggen alles vast, waardoor de Opsporings Dienst de controle op de burgers verder verstevigt. Zo is iedereen verplicht een "persoonsplaatje" bij zich te dragen. Bij het in- en uitstappen registreert de chip de reis, waarna aan het eind van de maand een rekening in de bus valt voor de gemaakte reiskosten. Sigaretten zijn verboden en worden alleen nog op de zwarte markt verkocht, voor 8 gulden per stuk. De verkiezingen zijn uitgesteld om alle veranderingen te kunnen doorvoeren.
Maarten en Joke wonen inmiddels samen, en ook Eddy is het huis uit. Mariska is nu een middelbareschoolleerling. Een aantal incidenten doet hen twijfelen aan de ASP-regering. De vader van Eddy en Maarten is ontslagen uit het politiekorps en aangesteld in een veel minder belangrijke functie. Hierdoor heeft hij ook meteen zijn auto moeten inleveren, omdat de regering de vervuiling wil terugdringen en daarom slechts autobezit toestaat voor degenen die er een nodig hebben voor hun werk. Volgens vader is de ware reden achter het ontslag dat hij tegen de ASP is en in het verleden ook aan acties tegen de ASP en de sympathisanten van deze partij heeft deelgenomen. Zijn functie wordt nu waarschijnlijk bekleed door iemand die politiek "zuiver" is. Er wordt gesuggereerd dat bij de meeste belangrijke functies de oude garde wordt "weggezuiverd" ten gunste van ASP'ers. Een paar honderdduizend mensen zitten in 'heropvoedingskampen' en de grenzen zitten potdicht. Met vakantie gaan mag alleen nog maar in een door de regering goedgekeurd vakantiecentrum in eigen land. De regering eist daarbij dat iedereen lid wordt van een vereniging, en iedere vereniging wordt uiteraard gecontroleerd.
Eddy helpt zijn opa de verwarming hoger te zetten (17 graden is het maximum in verband met energiebesparing, en de thermostaten zijn verzegeld), maar het wordt bij controle ontdekt en voor straf gaat de thermostaat twee weken op 14. Als opa longkanker oploopt weigert men hem te behandelen omdat 75-plussers geen recht meer hebben op ziekenhuisbehandeling, en raadt men hem aan contact op te nemen met een "Algemeen Centrum voor Euthanasie". De moeder van Mariska's beste vriendin is zwanger van een vierde kind, en moet volgende de nieuwe regels dit kind afstaan tenzij ze 25.000 gulden aan de staat betaalt. Dan mag ze het kind houden, althans tot het vijf jaar is.
Mariska besluit te helpen door een deel van opa's illegale rookwaar op de zwarte markt te verkopen. Ze wordt betrapt met een sigaret op school. Ondanks dat men haar verhaal gelooft dat een jongen die haar leuk vond die aan haar gaf (ze probeerde in feite sigaretten te verkopen), krijgt ze een buitensporige straf. Men denkt er zelfs over haar in een strafinternaat op te nemen.
Uiteindelijk gaat Eddy op onderzoek uit, en ontdekt een aantal feiten:
- Het springen van de gasleidingen in januari 1993 was een vooropgezette aanslag van de ASP. Deze is dus illegaal aan de macht gekomen;
- De ASP-regering schendt grondrechten door personen (o.a. Maarten) buiten hun weten een stof in te spuiten waarmee ze hen kunnen beïnvloeden;
- De regering probeert hoogstwaarschijnlijk permanent aan de macht te blijven door middel van een beleid dat de persoonlijke vrijheden meer en meer inperkt.

Eddy wordt gearresteerd omdat hij de belastende papieren heeft gekopieerd en meegenomen. Hij ontsnapt maar wordt nu als een misdadiger gezocht. Hij besluit met Maarten en Joke, die ook genoeg van de regels hebben, naar het buitenland te vluchten. Bovendien hopen ze hun bevindingen aan de grote klok te hangen, zodat de ASP-regering internationaal gezichtsverlies lijdt.
Met het apparaat van hun vriend meneer Borgstein ontregelen ze de grensbewakingselektronica zodat ze naar het buitenland kunnen vluchten met alle belastende gegevens. Maarten wordt op een gegeven moment via de geïnjecteerde stof door de regering teruggeroepen, waarna de anderen hem met alle macht moeten tegenhouden. 